# شريان جارة الدرقية
شريان جارة الدرقية (بالإنجليزية: Parathyroid artery)‏‏ هو شريان يحمل الدم إلى الغدد جارات الدرقية، وهو الشريان الوحيد الذي يزود جارات الدرقية بالدم المُشبع بالأكسجين. بالرغم أنَّ الدراسات خلصت إلى أن الغدد الدرقية في معظم الأوقات تُزود بالدم عبر الشرايين الدرقية، فقد ححدت 45% بأنه قد يكون لها «فرع مفصل متميز بين الشرايين الدرقية السفلية والشرايين الدرقية العلوية». قد ثبت أن بعضها يحتوي على اثنين أو أكثر من هذه الشرايين.